# Наве (Сабугал)
Наве (порт. Nave) — район (фрегезия) в Португалии, входит в округ Гуарда. Является составной частью муниципалитета Сабугал. По старому административному делению входил в провинцию Бейра-Алта. Входит в экономико-статистический субрегион Бейра-Интериор-Норте, который входит в Центральный регион. Население составляет 273 человека на 2001 год. Занимает площадь 19,78 км².
Покровителем района считается Иисус Христос (порт. Santo Cristo).